# Galleria Barbaroux
La Galleria Barbaroux è una galleria d'arte di Milano, situata in via Santo Spirito n. 19 angolo via Rossari.

## Storia
Nata come altre gallerie private negli anni Venti del Novecento a fianco di spazi pubblici dove poter esporre, divenne con essi uno degli spazi espositivi cittadini dove poter ragionare sulle allora nuove tendenze artistiche.

## Mostre
- 1940 - Arte italiana contemporanea, 12/08-08/12[2]
- 1952 - Sculture di Giuseppe Virgili, novembre
- 1957 - Gino Bigiarini, 11-23/05[3]
- 1973 - Vittorio Caroselli, 22/02-06/03